# Ubertino Albizi

Stemma degli Albizzi

Ubertino Albizi (Firenze, ... – Pistoia, 1434) è stato un vescovo cattolico e teologo italiano.

## Biografia
Era figlio del nobile Bartolomeo Albizi (?-1385) e di Cella Adimari.
Sin da giovane vestì il saio dell'Ordine dei Domenicani, entrando nel convento di Santa Maria Novella a Firenze. Diventò un valente teologo, insegnando diritto canonico e ricoprendo il ruolo di vicario dell'Ordine e quindi di vicario generale in Italia. Dopo aver ricoperto per molti anni il ruolo di vicario generale della diocesi di Fiesole, i senatori della Repubblica di Firenze nel 1422 lo raccomandarono al papa affinché lo elevasse a cardinale. Nel 1426 venne eletto vescovo di Pistoia da papa Martino V. Morì nel 1434 a Pistoia e venne sepolto nella Cattedrale di San Zeno.
Lasciò molto scritti riguardanti la metafisica di Aristotele.